# Palfuri Sura
Palfuri Sura (en llatí Palfurius Sura) va ser un dels famosos delatores de l'emperador Domicià.
Era fill d'un romà de rang consular. Es diu que va lluitar amb una verge lacedemònia en un combat públic durant el regnat de Neró.
Vespasià el va expulsar del senat i es va dedicar llavors a l'estudi de la filosofia estoica i es va destacar per la seva eloqüència. Domicià el va restaurar com a senador i en agraïment es va convertir en un dels seus informadors. A la mort del tirà va ser portat a judici, segurament sota Trajà, i condemnat.